# إيفا ديربيرج
إيفا ديربيرج (بالدنماركية: Eva Dyrberg)‏ مواليد 17 فبراير 1980 في كوبنهاغن، هي لاعبة كرة مضرب دانمركية سابقة بدأت مسيرتها كمحترفة سنة 1999 وكانت تلعب باليد اليمنى، اعتزلت اللعب في 2009. كما أنها إحدى بطلات الجراند سلام. أعلى تصنيف لها في الفردي كان 77. أعلى تصنيف لها في الزوجي كان 90.

## بطولات حققتها
- بطولة ويمبلدون
- بطولة أمريكا المفتوحة للتنس

## روابط خارجية
- إيفا ديربيرج على موقع رابطة محترفات التنس (الإنجليزية)
- إيفا ديربيرج على موقع الاتحاد الدولي لكرة المضرب (الإنجليزية)
- إيفا ديربيرج على موقع كأس بيلي جين كينغ (الإنجليزية)
- إيفا ديربيرج على موقع بطولة ويمبلدون (الإنجليزية)
- إيفا ديربيرج على موقع خلاصة التنس.كوم (الإنجليزية)